# Ivan Ilić
Ivan Ilić (en cirílico : Иван Илић) pianista estadounidense de origen serbio, quien reside actualmente en París.

## Biografía
Nace el 14 de agosto de 1978 y a los 17 años ingresa a la Universidad de California en Berkeley, en la cual estudia matemáticas e igualmente piano, dirección de orquesta e improvisación con Steve Coleman. Paralelamente recibe la enseñanza de Robert Helps en el Conservatorio de San Francisco, hasta el deceso del profesor en 2001. 
En agosto de 2001, Ivan Ilić se instala en París realizando estudios en el Conservatorio Superior de Paris y en la École Normale de Música de Paris, sus principales profesores son Christian Ivaldi, François-René Duchâble, y Jacques Rouvier.
Como intérprete es invitado muy a menudo al Reino Unido, donde realiza más de 50 conciertos por año, Ilić se dedica esencialmente al repertorio solista, compartiendo sus interpretaciones entre recitales y conciertos. También se presenta como músico de cámara, en particular a cuatro manos junto a la pianista Noël Lee. En junio de 2008 realiza su primer concierto en Carnegie Hall y en junio de 2009 en el Wigmore Hall en Londres.
Entre sus producciones discográficas se destacan aquellas dedicadas a las obras de Bach, Haendel, Haydn, Beethoven, Chopin, Schumann, Liszt, Brahms, Debussy, Ravel, Leopold Godowsky y Lucien Durosoir. Su grabación de la integral de los Preludios de Debussy fue galardonado con el premio 'M' de la televisión Mezzo y fue clasificado entre las cinco mejores producciones del año 2008 en la revista estadounidense Fanfare. El disco fue también escogido entre los Top 5 de la revista web ClassiqueNews. Su próximo álbum será dedicado a los estudios de Leopold Godowsky.
En 2010 Ivan Ilić participa a la grabación de un nuevo cortometraje Les Mains de Luc Plissonneau. En 2011 realiza el papel de Glenn Gould en un segundo cortometraje, compartiendo la escena Lou Castel.
Desde junio de 2011 el pianista pone a disposición sus producciones discográficas en la página web de l'IMSLP con el fin de apoyar la Cultura libre.

## Discografía
- Ivan Ilić, pianiste - oeuvres de Brahms, Beethoven et Chopin, Mairie de Paris.
- Elegance and Refinement - Baroque Suites, French Sweets, Magnatune.[11]
- Fugitive Visions - Piano Masterworks by Chopin and Liszt, Magnatune.
- Romantic - Powerful Miniatures by Schumann and Brahms, Magnatune.
- Vitality and Virtuosity - Sonatas by Haydn and Beethoven, Magnatune.
- Transcendental - Transcriptions by Brahms and Godowsky, Magnatune.
- Debussy - Préludes pour piano, Livres 1 et 2, Paraty.
- Godowsky - Hommage à Chopin: 22 Etudes pour la main gauche, Paraty.